# Cantone di Vibraye
Il Cantone di Vibraye era una divisione amministrativa dell'arrondissement di Mamers.
È stato soppresso a seguito della riforma complessiva dei cantoni del 2014, che è entrata in vigore con le elezioni dipartimentali del 2015.
Comprendeva i comuni di:
- Berfay
- Dollon
- Lavaré
- Semur-en-Vallon
- Valennes
- Vibraye